# Xbox Series
De Xbox Series X en Xbox Series S is een lijn van spelcomputers van de negende generatie ontwikkeld door Microsoft. De Xbox Series X|S werd de naam van de eerste console in een nieuwe lijn die simpelweg "Xbox" zou gaan heten. De Series X|S was vanaf 10 november 2020 verkrijgbaar.
De Xbox Series X|S is achterwaarts compatibel met de vorige Xbox-consoles. In de eerste jaren na het uitkomen van de Series X|S zouden spellen ook nog uit blijven komen voor haar voorloper, de Xbox One.
De spelcomputer beschikt over een aangepaste AMD Zen 2-processor en een GPU van AMD gebaseerd op de RDNA 2-microarchitectuur.

## Beschrijving
De twee spelcomputers werden ontwikkeld onder de codenaam "Scarlett". Men wilde opnieuw twee spelcomputers in een serie uitbrengen met verschillende rekenkracht, voor een hoger en lager marktsegment. Dit deed Microsoft eerder met de Xbox One en Xbox One X. De Xbox Series X werd voor het eerst getoond tijdens de E3 in 2019, maar de uiteindelijke naam werd pas onthuld tijdens The Game Awards in december 2019. In september 2020 werd het kleinere model getoond, die de naam Xbox Series S kreeg.
De nieuwe spelcomputers kregen technisch gezien aanzienlijk geavanceerdere hardware, waarmee beelden in 4K-resolutie met 60 fps weergegeven kunnen worden. Er werden SSD's ingebouwd voor snelle laadtijden. Ook zijn ze achterwaarts compatibel met oudere Xbox One-spellen, controllers en accessoires.

## Xbox Series X

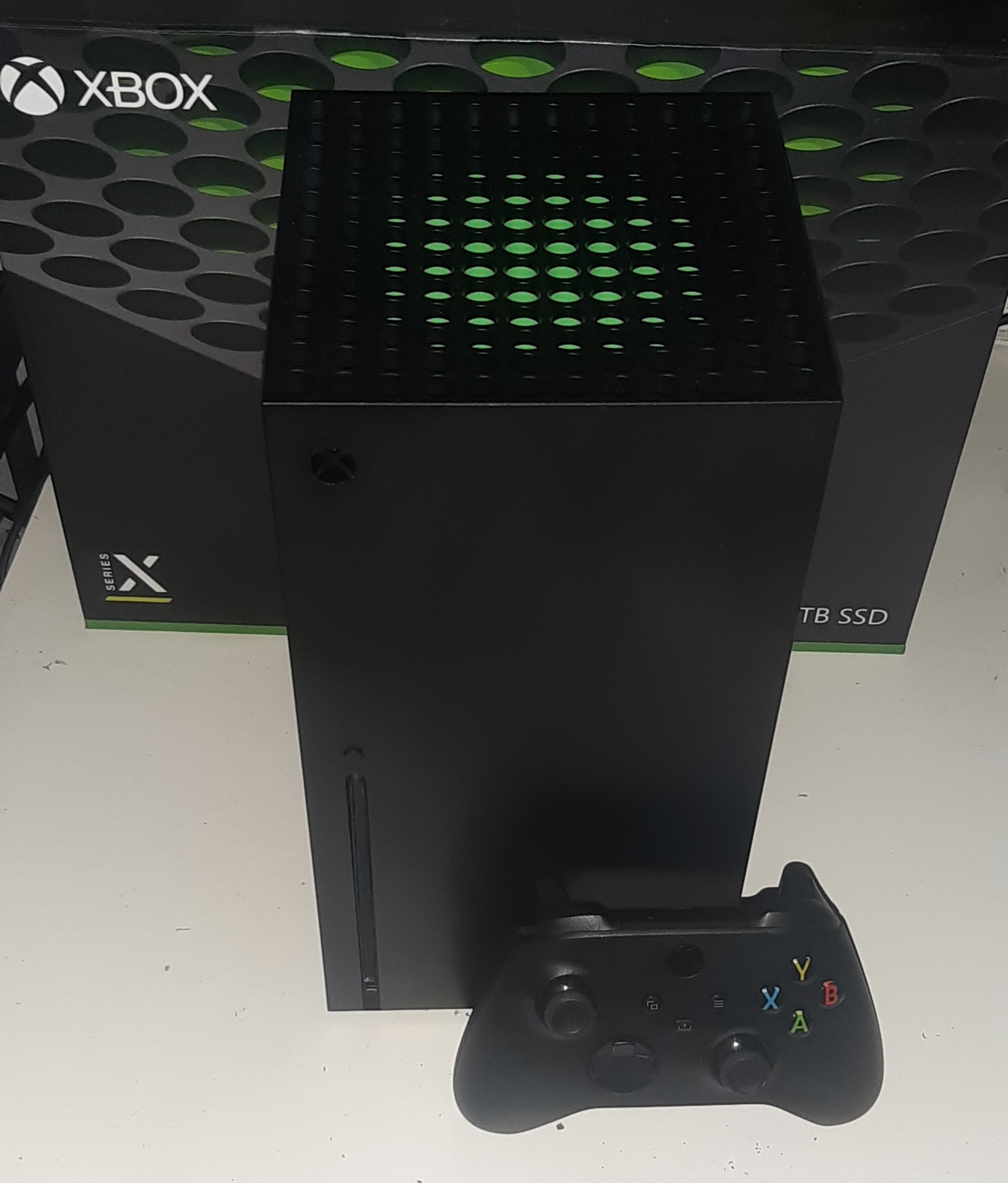
Een Series X.

De Xbox Series X is de krachtigste spelcomputer uit de serie. Het apparaat bevat een AMD Zen 2-processor met acht cores die draaien op een snelheid van 3,8 GHz. De grafische processor (GPU) is een aangepaste AMD RDNA 2 met 56 rekenunits die bestaan uit 3584 cores. De GPU is in staat om 12 teraflops aan rekenkracht te leveren. De Series X bevat 16 GB aan GDDR6 SDRAM, dat is opgedeeld in 10GB en 6GB voor respectievelijk de GPU en CPU.
De Series X is gericht op hogere prestaties dan de Series S. Hij kan beelden renderen op 4K-resolutie met 60 beelden per seconde (fps). In sommige gevallen is het mogelijk tot wel 8K-resolutie met 120 beelden per seconde te draaien.
De spelcomputer bevat een Ultra HD blu-rayspeler, waardoor zowel fysieke spellen als digitaal aangeboden spellen gespeeld kunnen worden.

## Xbox Series S

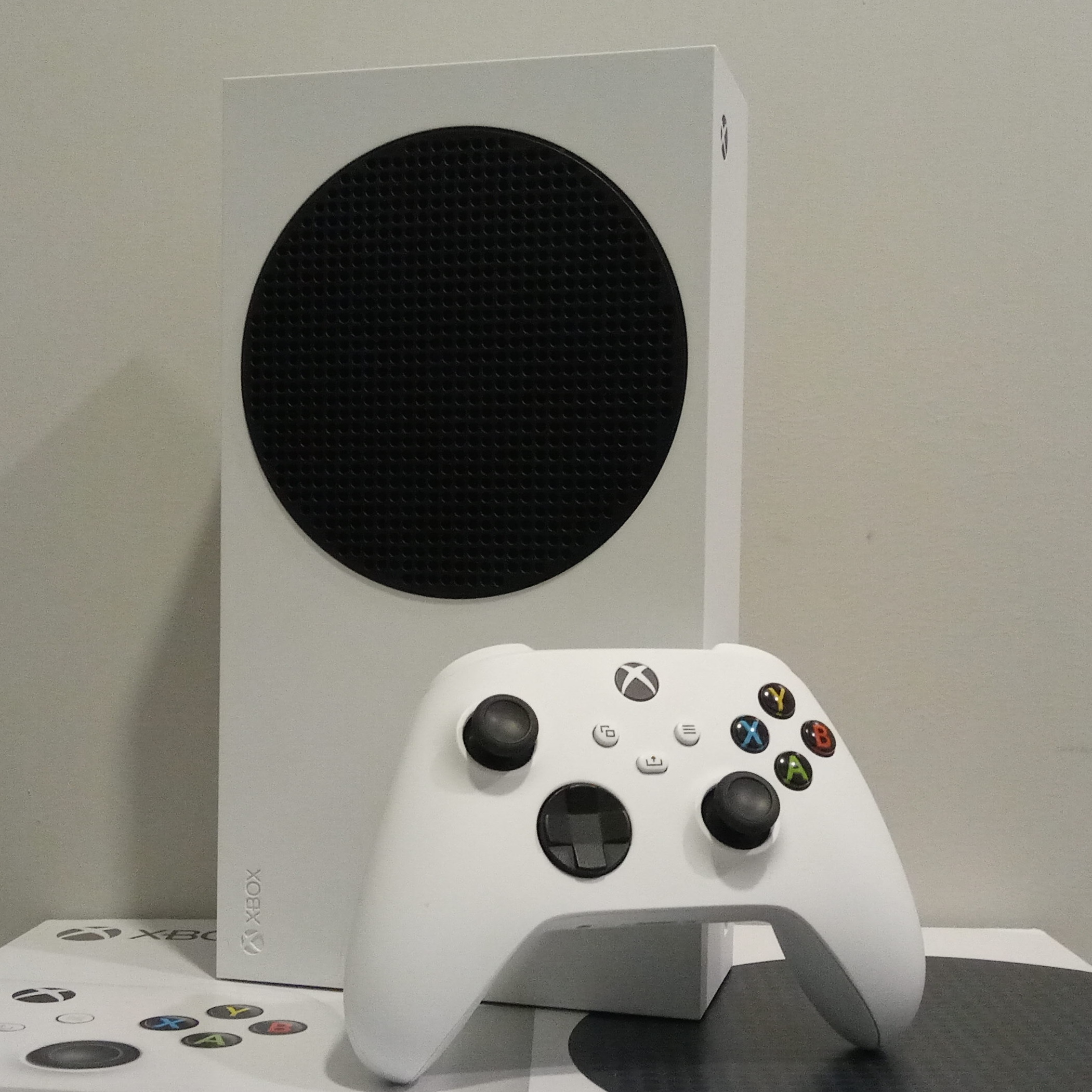
Een Series S.

De Xbox Series S is de kleinste spelcomputer uit de serie. Hij is 6,5cm breed 15,1cm lang en 27,5cm hoog en weegt 1,93kg. De console kan games afspelen tot 1440p op 60 fps. In sommige gevallen is het mogelijk tot wel 4K-resolutie met 120 beelden per seconde te draaien.
De Series S heeft 2 varianten met een opslaggeheugen van 512GB of 1TB, dat los kan worden uitgebreid met apart gekochte opslag. De spelcomputer bevat geen blu-rayspeler en is afhankelijk van online downloads.
Hij heeft de volgende aansluitingen:
- 1x HDMI 2.1-poort.
- 3x USB 3.1 Gen 1-poorten
- ethernet-poort

## Vergelijkingstabel
| Onderdeel        | Xbox Series X                                  | Xbox Series S                                  | Xbox Series S 1 TB                             |
| ---------------- | ---------------------------------------------- | ---------------------------------------------- | ---------------------------------------------- |
| Processor        | AMD Zen 2 (3,8 GHz)                            | AMD Zen 2 (3,6 GHz)                            | AMD Zen 2 (3,6 GHz)                            |
| Grafische chip   | AMD RDNA 2 (1,825 GHz)                         | AMD RDNA 2 (1,55 GHz)                          | AMD RDNA 2 (1,55 GHz)                          |
| Rekenunits       | 56 (12 TFLOPS)                                 | 20 (4 TFLOPS)                                  | 20 (4 TFLOPS)                                  |
| Geheugen         | 16 GB GDDR6 SDRAM                              | 10 GB GDDR6 SDRAM                              | 10 GB GDDR6 SDRAM                              |
| Opslag           | 1 TB SSD                                       | 512 GB SSD                                     | 1 TB SSD                                       |
| Beeldresolutie   | 4K op 60 fps                                   | 1440p op 60 fps                                | 1440p op 60 fps                                |
| Blu-rayspeler    | Ja                                             | Nee                                            | Nee                                            |
| Aansluitingen    | HDMI 2.1-poort 3× USB 3.1 Gen 1 ethernet-poort | HDMI 2.1-poort 3× USB 3.1 Gen 1 ethernet-poort | HDMI 2.1-poort 3× USB 3.1 Gen 1 ethernet-poort |
| Afmetingen       | 15,1 cm × 15,1 cm × 30,1 cm                    | 15,1 cm × 6,4 cm × 27,5cm                      | 15,1 cm × 6,4 cm × 27,5cm                      |
| Gewicht          | 4,45 kg                                        | 1,93 kg                                        | 1,93 kg                                        |
| Modelnummer      | 1882                                           | 1881/1883                                      | 1883                                           |
| Introductieprijs | €499                                           | €299                                           | €349                                           |

Spelcomputers · Draagbare spelcomputers (Lijst van draagbare spelcomputers)